# Marc Verstraete
Marc Maria Julius Hector Jozef baron Verstraete (Brugge, 1 april 1925 - Leuven, 16 augustus 2018) was een Belgisch arts en hoogleraar aan de Katholieke Universiteit Leuven.

## Levensloop
Marc Verstraete was een zoon van de vrouwenarts Louis Verstraete en van Jeanne Coppin. Hij was getrouwd met Bernadette Moyersoen (1933-2020), dochter van minister Ludovic Moyersoen. Ze kregen een zoon en vier dochters.
Hij volbracht zijn middelbare studies aan het Sint-Lodewijkscollege in Brugge en was actief in de Katholieke Studenten Actie (KSA).
In 1951 promoveerde hij aan de Katholieke Universiteit Leuven tot doctor in de genees-, heel- en verloskunde. Hij besliste zich te specialiseren in inwendige geneeskunde en zette zijn studies verder aan de universiteiten van Bazel, Oxford en New York. Terug in Leuven stichtte hij in 1957 een laboratorium voor hematologisch onderzoek toegespitst op hemostase, bloedstolling en trombolyse. Dit groeide uit tot het Centrum voor Moleculaire en Vasculaire Biologie (had rond 2010 circa 200 medewerkers).
Hij werd datzelfde jaar lector aan de K.U.Leuven en in 1968 gewoon hoogleraar. Vanaf 1957 was hij opeenvolgend kliniekhoofd en diensthoofd voor de afdeling Bloedings- en Vaatziekten aan het Universitair Ziekenhuis.
In de jaren 1960 verrichtte hij baanbrekend werk. Door hem en zijn team werd voor het eerst aangetoond dat verstoppingen in slagaders verwijderd konden worden door het toedienen van een klonteroplossend middel. Daardoor werd het mogelijk om mensen met een hartinfarct te redden.
Hij zette de speurtocht in gang naar de factoren die de bloedstolling controleren en leverde nieuwe inzichten en ontwikkelingen op het gebied van bloedziekten zoals hemofilie en de ziekte van von Willebrand.
Hij behoorde tot de initiatiefnemers voor het oprichten van de Vriendenkring voor hemofilielijders en bouwde het multidisciplinair centrum uit voor de behandeling van hemofilie en bloedziekten. Deze dienst kreeg, dankzij haar onderzoek, internationale uitstraling. Meer dan 250 buitenlandse onderzoekers uit de ganse wereld waren actief in het laboratorium en er werden meer dan 80 doctoraten verleend.
Hij hield de Francqui-Leerstoel aan de VUB en aan de Rijksuniversiteit Gent en was gasthoogleraar aan de Harvard Medical School. Hij was gastprofessor aan de Harvard University Medical School
Hij was medestichter en lid van de raad van bestuur van het Hulpfonds Koningin Fabiola
Hij was jarenlang de drijvende kracht achter de leerstoelen-op-naam van de K.U.Leuven en zetelde in de K.U.Leuven Senaat.

## Eerbetoon
Verstraete werd in 1996 in de erfelijke Belgische adel opgenomen, met de persoonlijke titel van baron. Zijn wapenspreuk luidt Finis in fine.
Hij was lid van de Koninklijke Academie voor Geneeskunde en was er voorzitter van.
Hij was eredoctor van verschillende universiteiten:
- Córdoba,
- Bologna,
- Bordeaux.

Daarnaast was hij:
- Edinburgh, erelid van de Royal College of Physicians,
- Londen, erelid van de Royal College of Physicians,
- erelid van het American College of Cardiology,
- erelid van het American College of Physicians.

Hij was Commandeur in de orde van het Heilig Graf van Jeruzalem.
In de loop van zijn carrière werd hij met talrijke prijzen en onderscheidingen bekroond, met als meest prestigieuze de vijfjaarlijkse staatsprijs voor biomedisch onderzoek. Hij kreeg verder:
- de benoeming tot lecturer voor de Wright-Schulte Memorial (1981);

° Rudolf Jürgens- gedenkmedaille (19.6.1987)
- de Robert P. Grant Medal (1993);

In 1983 werd het Fonds prof. dr. Marc Verstraete voor de studie van de hemato-angiologie opgericht.
In 1996 deed hij een bijzondere gift aan de Università Cattolica di Campobasso in Italië: zijn wetenschappelijke privé-bibliotheek, bestaande uit ongeveer 2500 banden (700 boeken en 1800 nummers van 131 internationale wetenschappelijke tijdschriften). Een belangrijke schenking omdat deze jonge Italiaanse universiteit nog geen eigen collectie bezat. De nieuwe bibliotheek in Campobasso is dan ook genoemd naar prof. Marc Verstraete.
In 2008 werd hij uitgeroepen tot Alumnus van het Jaar aan de Katholieke Universiteit Leuven.
In 2021 verwierf de Désiré Collen Stichting de woning van de Familie Verstreate gelegen in het historische centrum van Leuven op de iconische locatie net tegenover het eerste anatomisch theater. Na een grondige renovatie heropende het op 20 september 2024 als Huyze Verstraete, een plek waar onderzoekers elkaar kunnen ontmoeten en verblijven.

## Publicaties
Verstraete publiceerde acht boeken, gewijd aan zijn specialiteit, vertaald in meerdere talen.
Hij schreef een 300-tal artikels in internationale wetenschappelijke tijdschriften, op zijn naam of samen met collega's en medewerkers.
De volledige lijst is te vinden op de webstek van de Katholieke Universiteit Leuven.
Hieronder bijdragen geleverd onder zijn uitsluitende naam:
- (1999) Tutorial. Medical care in the next century. Acta Cardiologica, 54 (2), 59-69.
- (1999) Seah Cheng Siang Memorial Lecture: new antithrombotic agents. Annals of the Academy of Medicine, Singapore, 28, 347-362.
- (1999) Newer thrombolytic agents. Annals of the Academy of Medicine, Singapore, 28, 424-433.
- (1999) Medical care in the next century. Acta Cardiologica, 54, 1-11.
- (1997) Thrombolysis in the management of lower limb peripheral arterial occlusion - a consensus document. American Journal of Cardiology, 81, 207-218.
- (1997) Review: prophylaxis of venous thromboembolism. BMJ: British Medical Journal, 314, 123-125.
- (1997) Direct thrombin inhibitors: appraisal of the antithrombotic/hemorrhagic balance. Thrombosis and Haemostasis, 78, 357-363.
- (1996) The PACK trial: morbidity and mortality effects of ketanserin. Vascular Medicine, 1, 135-140.
- (1995). Trials of the European Working Party on Streptokinase and of the European cooperative study group on alteplase in patients with acute myocardial infarction. Journal of interventional cardiology, 8, 611-621.
- (1995) Thrombolytic treatment. Valuable in arterial thrombosis but of less certain value in venous thromboembolism. BMJ - British Medical Journal, 311, 582-583.
- (1995) Thrombolytic therapy in patients with acute pulmonary embolism. Fibrinolysis: an international journal of fibrinolysis and thrombolysis, 9, 23-28.
- (1995) The fibrinolytic system. Thrombosis and Haemostasis, 74, 25-35.
- (1995) New developments in antiplatelet and antithrombotic therapy. European Heart Journal, 16, 16-23.
- (1995) Desirudin. Review of its pharmacology and prospective clinical uses. Journal of the Royal Society of Medicine, 1-30.
- (1994) Thrombolysis for arterial conditions other than myocardial infarction. Coronary Artery Disease, 5, 317-321.
- (1994) Prévention de la thrombose veineuse profonde. Archives des Maladies du Coeur et des Vaisseaux, 88, 73-83.
- (1994) Prostaglandins in critical limb ischaemia. Vascular Medicine, 5, 93-95.
- (1993) Thromboxane synthase inhibition, thromboxane/endoperoxide receptor blockade and molecules with the dual property. Drugs of Today, 29, 221-232.
- (1993) The diagnosis and treatment of deep-vein thrombosis. New England Journal of Medicine, 329, 1418-1420.
- (1993) Primary prevention of myocardial infarction and stroke with aspirin. Nutrition, metabolism, and cardiovascular diseases, 3, 145-150.
- (1993) Les promesses des antithrombotiques. La Recherche, 24, 606-610.
- (1992) Thrombolysis - Where to go in 1992?. European journal of internal medicine, 3 (Suppl 1), 40-54.
- (1992) Advances in thrombolytic therapy. Cardiovascular drugs and therapy, 6, 111-124.
- (1991) Unresolved issues in the thrombolytic treatment of myocardial infarction. Acta Cardiologica, 46, 517-526.
- (1990) Thrombolytic treatment in acute myocardial infarction. Circulation, 82 (Suppl. II), 96-109.
- (1990) Pharmacotherapeutic aspects of unfractionated and low molecular weight heparins. Drugs, 40 (4), 498-530.
- (1990) Les anti-agrégants en 1990. La Revue de médecine interne, 11, 209-215.
- (1990) Pharmacotherapeutic aspects of unfractionated and low molecular weight heparins. Drugs, 40 (4), 498-530.
- (1990) Les anti-agrégants en 1990. La Revue de médecine interne, 11, 209-215.
- (1990) Heparin and thrombosis: a seventy year long story. Haemostasis, 20 (Suppl. 1), 4-11.
- (1990) Coronary atherosclerosis and thrombosis. Pharmacology, 9, 33-40.
- (1989) Use of thrombolytic drugs in non-coronary disorders. Drugs, 38, 801-821.
- (1989) Thrombolysis. An approach still on the move. Drugs, 37, 116-122.
- (1989) Effects of thrombolytic agents on coronary recanalization and patency, cardiac enzyme release, left ventricular function, and mortality in patients with acute myocardial infarction. Journal of cardiovascular pharmacology, 14 (Suppl. 9), S38-S48.
- (1988) Thrombolysis after myocardial infarction. The Lancet, i (763), 1064.
- (1987) Thrombolysis in the management of acute myocardial infarction. Current opinion in cardiology, 2, 615-621.
- (1987) The search for the ideal thrombolytic agent. Journal of the American College of Cardiology, 10 (5), 4B-10B.
- (1987) New thrombolytic drugs in acute myocardial infarction: theoretical and practical considerations. Circulation, 76 (Suppl. II), 31-38.
- (1986) Prévention des thromboses veineuses profondes et des embolies pulmonaires en chirurgie générale. Annales de Médecine Interne, 137 (6), 507-509.
- (1985) Systemic versus intracoronary thrombolytic treatment in acute myocardial infarction. Acta Cardiologica, 40 (3), 263-267.
- (1985) Prevention of thrombosis in arteries: novel approaches. Journal of cardiovascular pharmacology, 7 (Suppl. 3), S191-S205.
- (1985) Intravenous administration of a thrombolytic agent is the only realistic therapeutic approach in evolving myocardial infarction. European Heart Journal, 6, 586-593.
- (1985) Clinical application of inhibitors of fibrinolysis. Drugs, 29, 236-261.
- (1984) Thrombolytic treatment of massive pulmonary embolism. Acta Clinica Belgica, 39 (4), 193-196.
- (1984) Problems and uncertainties with thrombolytic agents of the second generation. International angiology, 3 (4), 393-399.
- (1984) Precapillary vessels and peripheral vascular ischemic disease. Journal of cardiovascular pharmacology, 6, S720-S724.
- (1984) International committee communications. Registry of prospective trials - Sixth report. Thrombosis and Haemostasis, 51, 283-190.
- (1983) Thromboembolism in cancer patients. Acta Clinica Belgica, 38 (1), 1-4.
- (1983) Introduction: Thromboxane in biological systems and the possible impact of its inhibition. British Journal of Clinical Pharmacology, 15, 7S-11S.
- (1982) International committee communications. Registry of prospective trials - Fifth report. Thrombosis and Haemostasis, 48, 334-338.
- (1982) Current therapy for intermittent claudication. Drugs, 24, 240-247.
- (1982) A pharmacological approach to the inhibition of platelet adhesion and platelet aggregation. Haemostasis, 12, 317-336.
- (1981) The clinical relevance of hyperviscosity. Acta Clinica Belgica, 36, 269-273.
- (1981) État actuel du traitement thrombolytique des thromboses veineuses récentes et de l'embolie pulmonaire. Journal des maladies vasculaires, 6, 251-256.
- (1980) Registry of prospective clinical trials. Fourth report. Thrombosis and Haemostasis, 43, 176-181.
- (1980) Peripheral vasodilator drugs: a misnomer. Drugs, 19, 81-83.
- (1979) On the meagre evidence of the clinical validity of general hemostatic agents. Thrombosis and Haemostasis, 15, 279-285.
- (1978) Traitement des occlusions artérielles chroniques des membres par la streptokinase. Archives des Maladies du Coeur et des Vaisseaux, 2, 198-201.
- (1978) Traitement des occlusions artérielles aigües par la streptokinase. Archives des Maladies du Coeur et des Vaisseaux, 2, 191-197.
- (1978) Registry of prospective clinical trials. Thrombosis and Haemostasis, 39, 759-767.
- (1978) L'interaction entre médicaments et anti-coagulants oraux du groupe des coumarines. La Semaine des hôpitaux de Paris, 54, 505-508.
- (1978) Biochemical and clinical aspects of thrombolysis. Seminars in hematology, 15, 35-54.
- (1978) Antiplatelet agents in coronary disease: are they of prophylactic value?. Drugs, 15, 464-471.
- (1977) Thrombolytic drugs: quo vadis?. Acta Clinica Belgica, 32, 434-450.
- (1977) Critères d'appréciation de l'utilité clinique de médicaments recommandés pour le traitement de l'insuffisance artérielle chronique des membres. Considérations critiques. Acta Clinica Belgica, 32 (1), 8-14.
- (1976) Registry of prospective clinical trials. Second report. Thrombosis and Haemostasis, 36 (1), 239-250.
- (1976) Prévention des thromboses veineuses profondes et des pulmonaires post-opérations par l'injection d'héparine à faible dose ou par le dextran. La Semaine des hôpitaux de Paris, 52 (7-8), 389-394.
- (1976) Are agents affecting platelet functions clinically useful?. The American Journal of Medicine, 61, 897-914.
- (1976) Are agents affecting platelet function clinically useful in patients with coronary artery disease?. Acta Clinica Belgica, 31 (4), 229-232.
- (1975) Les bases théoriques du traitement thrombolytique. Pathologie biologie, 23, 239-245.
- (1975) Indications des anticoagulants et thrombolytiques dans la prévention et le traitement des thrombo-embolies. La Semaine des hôpitaux de Paris, 51, 1507-1517.
- (1975) Hard and soft data on anti-aggregating agents. Acta Clinica Belgica, 30 (3), 182-183.
- (1973) The problem of new drugs in Europe. Panminerva medica, 15, 93-94.
- (1973) The present status of thrombolytic agents (guest editorial). Drugs, 5, 353-356.
- (1973) Session VI. Streptokinase in myocardial infarction. Is thrombolytic therapy effective in acute myocardial infarction?. Postgraduate medical journal, 110-114.
- (1973) Panel discussion on the use of streptokinase in acute myocardial infarction. Postgraduate medical journal, 132-135.
- (1972) The effects of lipids on platelets, bloodcoagulation and fibrinolysis. Acta Cardiologica, Suppl. 15, 37-48.
- (1971) Streptokinase in recent myocardial infarction a controlled multicentre trial (An European Working Party). BMJ - British Medical Journal, 3, 325-331.
- (1971) Appréciation administrative en clinique des nouveaux médicaments. La Presse médicale, 18 (79), 820-823.
- (1968) Diagnostic et traitement de la coagulation intravasculaire diffuse. La Semaine des hôpitaux de Paris, 634-646.
- (1966) État actuel de la thérapeutique thrombolitique. Acta Chirurgica Belgica, 65, 745-758.
- (1964) De diagnose van hemorragische diatesen. Acta Clinica Belgica, 3, 204-210.
- (1962) Comment conduire un traitement aux anticoagulants. Acta Orthopaedica Belgica, 28, 574-581.
- (1961) De diangose van bloedstollingsstoornissen. Acta Chirurgica Belgica, 60, 863-869.
- (1960) The complexity of the dicoumarol effect. Archives Internationales de Pharmacodynamie et de Therapie, 1-2, 31-38.
- (1959) Études des techniques de laboratoire, permettant le diagnostic differentiel des diathèses hémorragiques; méthodes pour differencier les types d'hémophilie et pour détecter la présence d'anticoagulants circulants. Acta Clinica Belgica, 14 (2), 135-151.
- (1958) Diathèses hémorragiques et déficience thromboplastique. La Semaine des hôpitaux de Paris, 53, 1-10.
- (1954) Étude sur la formation de la thromboplastine plasmatique. Archives Internationales de Pharmacodynamie et de Therapie, XCVI 3-4, 481-481.
- (1951) L'influence de l'A.C.T.H. et de la Cortisone sur la coagulation sanguine. Acta Clinica Belgica, 7 (21), 283-288.